# Carex kirinensis
Carex kirinensis là một loài thực vật có hoa trong họ Cói. Loài này được W.Wang & Y.L.Chang mô tả khoa học đầu tiên năm 1976.